# Roimanvaara ja Paljakkavaaran suo
Roimanvaara ja Paljakkavaaran suo este o arie protejată (arie specială de conservare — SAC, sit de importanță comunitară — SCI) din Finlanda întinsă pe o suprafață de 186 ha, integral pe uscat.

## Localizare
Centrul sitului Roimanvaara ja Paljakkavaaran suo este situat la coordonatele 65°13′01″N 28°05′48″E / 65.2169°N 28.0967°E.

## Înființare
Situl Roimanvaara ja Paljakkavaaran suo a fost declarat sit de importanță comunitară în august 1998 pentru a proteja 1 specie de plante și 1 specie de animale. Situl a fost protejat și ca arie specială de conservare în aprilie 2015.

## Biodiversitate
Situată în ecoregiunea boreală, aria protejată conține 8 habitate naturale: Păduri fino-scandinave bogate în ierburi cu Picea abies, Mlaștini împădurite, Mlaștini turboase de tranziție și turbării mișcătoare, Izvoare fino-scandinave și mlaștini produse de izvoare bogate în minerale, Izvoare petrifiante cu formare de travertin (Cratoneurion), Mlaștini alcaline, Turbării Aapa, Taiga vestică.
La baza desemnării sitului se află mai multe specii protejate:
- plante (1): Diplazium sibiricum
- mamifere (1): veveriță zburătoare siberiană (Pteromys volans)

Pe lângă speciile protejate, pe teritoriul sitului au mai fost identificate 5 specii de plante.